# Marrus antarcticus
Marrus antarcticus is een hydroïdpoliep uit de familie Agalmatidae. De poliep komt uit het geslacht Marrus. Marrus antarcticus werd in 1954 voor het eerst wetenschappelijk beschreven door Totton. 